# Świdnica Miasto
Świdnica Miasto – stacja kolejowa w Świdnicy, w województwie dolnośląskim, w Polsce. 
Powstała w 1844 roku jako Schweidnitz podczas budowy linii z Jaworzyny Śląskiej do Świdnicy. Pierwotnie była stacją czołową i znajdowała się poza granicami ówczesnej twierdzy w widłach dzisiejszych ulic Waleriana Łukasińskiego i Kanonierskiej. Na obecne miejsce została przeniesiona podczas przedłużenia linii do Dzierżoniowa. W 1898 roku stacja stała się węzłową po wybudowaniu linii z Wrocławia Głównego przez Kobierzyce i Sobótkę. Do 1910 roku nosiła nazwę Schweidnitz Oberstadt. Po 1945 roku zmieniono nazwę najpierw na Świdnica Główna, następnie na Świdnica Górne Miasto, a finalnie – na Świdnica Miasto.

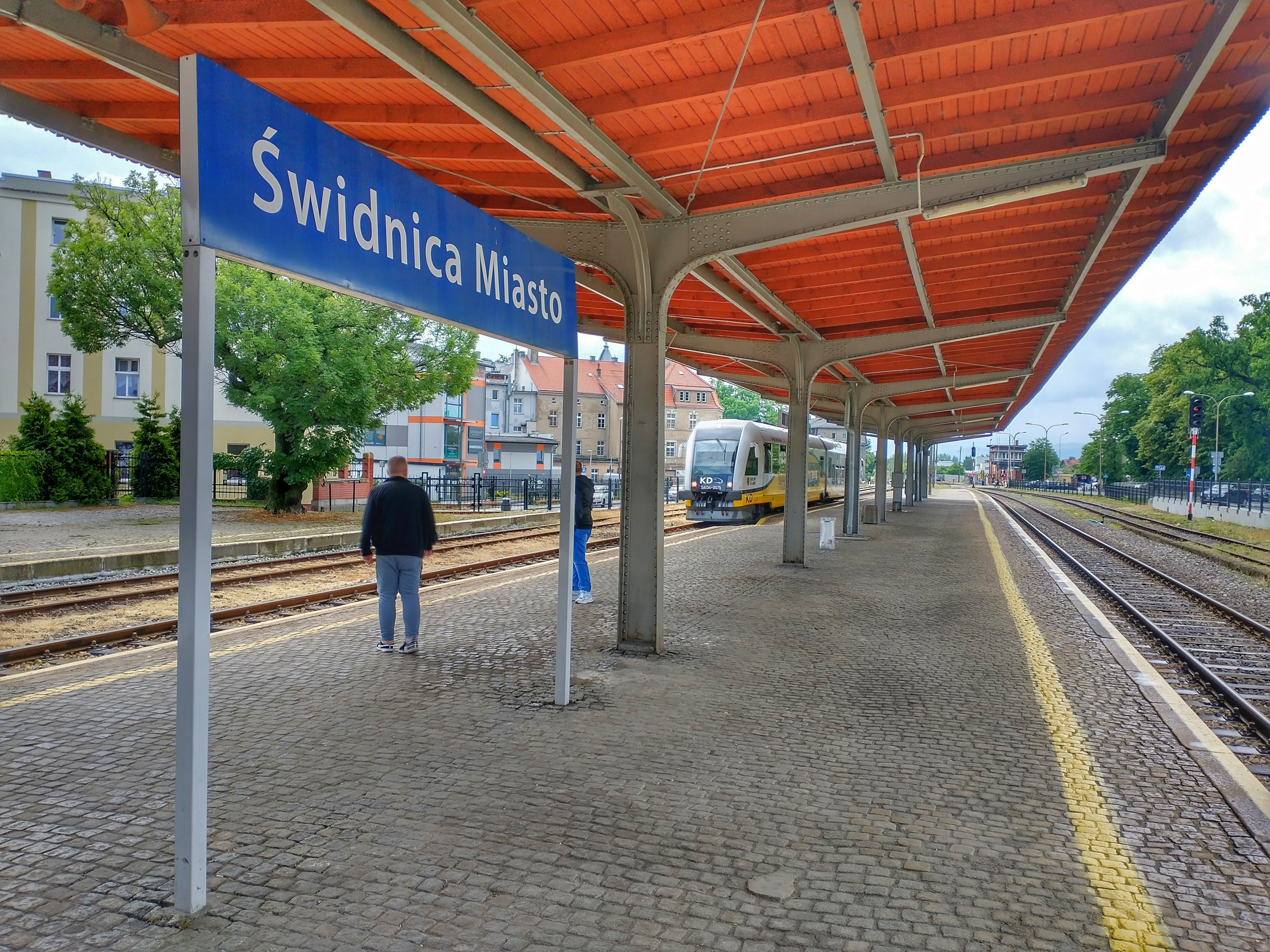
Perony stacji kolejowej Świdnica Miasto

Stacja położona jest na liniach: Katowice – Legnica (gdzie obecnie kursują autobusy szynowe Kolei Dolnośląskich do Legnicy oraz Wrocławia przez Jaworzynę Śląską lub do Kłodzka Miasto i Polanicy-Zdroju; oraz Świdnica Miasto – Świdnica Przedmieście. 12 czerwca 2022 stacja po 22 latach stacja odzyskała połączenie z Wrocławiem przez Sobótkę. Od 24 czerwca 2023 stacja uzyskała połączenie z Jedliną-Zdrój, a od 10 grudnia 2023 wprowadzono połączenia codzienne.
Budynek dworca (powstały w 1905) jest w dobrym stanie. Znajduje się w ścisłym centrum miasta przy placu Grunwaldzkim. W listopadzie 2010 rozpoczął się remont dworca. Odnowiony budynek został oddany do użytku 15 grudnia 2013 roku. 

## Ruch pasażerski
| Rok  | Wymiana pasażerska na dobę |
| ---- | -------------------------- |
| 2017 | 700-999                    |
| 2018 | 700-999                    |
| 2019 | 700-999                    |
| 2020 | 500-699                    |
| 2021 | 700-999                    |
| 2022 | 1 600                      |
| 2023 | 2000                       |
| 2024 | 2300                       |